# Repubblica delle Sette Province Unite
La Repubblica delle Sette Province Unite (Republiek der Zeven Verenigde Nederlanden /repyˈbli:k dər ˈzeˑɪ̯vən fər'ʔeˑɪ̯nɪɣdə ˈneˑɪ̯dərˌlɑndən/ in olandese; letteralmente «Repubblica dei Sette Paesi Bassi Uniti») fu la Repubblica esistente fra il 1581 e il 1795 nei territori che oggi costituiscono i Paesi Bassi.
Nell'epoca in cui questo Stato esisteva, in italiano era chiamato Repubblica delle Province Unite o semplicemente Province Unite. Altrove è indicata anche come Repubblica Olandese.

## Storia

### Le origini
Nel XV secolo l'area dei Paesi Bassi (termine con cui all'epoca si indicavano anche il Belgio ed il Lussemburgo) consisteva in vari ducati, contee e vescovati per lo più indipendenti, in gran parte spesso facenti formalmente parte del Sacro Romano Impero come il Ducato di Lussemburgo, o del Regno di Francia come la Contea delle Fiandre. Nel 1477 tutti questi piccoli territori (noti come le Diciassette Province) finirono nelle mani dell'imperatore Massimiliano I, della famiglia degli Asburgo, attraverso il matrimonio con Maria di Borgogna, figlia ed erede di Carlo il Temerario. Nel 1556 passarono agli Asburgo di Spagna, data l'abdicazione di Carlo V (1556) che li lasciò in eredità al figlio Filippo II, re di Spagna.

### La lotta per l'indipendenza
Per reprimere una serie di ribellioni scoppiate nel 1566, il re di Spagna Filippo II inviò nei Paesi Bassi Fernando Álvarez de Toledo, duca d'Alba, marchese di Coria, conte di Salvatierra de Tormes, conte di Piedrahíta, signore di Valdecorneja, governatore di Milano, viceré di Napoli, governatore dei Paesi Bassi spagnoli e viceré del Portogallo, il quale instaurò un regime di terrore attraverso l'istituzione di un organo di giustizia speciale chiamato Consiglio dei torbidi, con il quale processò e condannò per tradimento almeno ottomila persone. Dopo aver sconfitto le truppe di Guglielmo I d'Orange (principe di Orange, barone di Breda, signore consorte di Egmond, conte consorte di Buren, conte consorte di Leerdam, conte consorte di Lingen, signore consorte di IJsselstein, di Borssele, di Grave, di Cranendonck, di Jaarsveld, di Kortgene, di Sint Maartensdijk e di Odijk, statolder di Olanda, Zelanda e Utrecht e statolder di Drenthe, Frisia, Groninga e Overijssel), riuscì a porre sotto controllo le province meridionali. La ribellione continuò comunque nelle province del Nord. La guerra cambiò fisionomia quando una flotta di ribelli calvinisti, chiamati Watergeuzen (mendicanti del mare), assalì e conquistò la città di Brielle.
Gli sforzi centralizzatori di Filippo II (che miravano ad eliminare le tradizionali autonomie delle varie città), uniti alla forte tassazione e al suo appoggio alla persecuzione dei protestanti da parte della Chiesa cattolica portarono nel 1568 ad una rivolta, che fu l'inizio della cosiddetta guerra degli ottant'anni. Alle angherie di Filippo II rispose l'unione delle Province settentrionali e meridionali dei Paesi Bassi con la pacificazione di Gand (o Unione di Gand). Questa fu la prima e ultima storica unione tra le due parti del paese (che in realtà era sommariamente diviso in tre: a Nord le Sette Province, al centro le terre Generali, tra le cui città vi era Gand, e a Sud i Paesi Bassi spagnoli, gli attuali Belgio e Lussemburgo), e fu il "gioiello di Guglielmo d'Orange". Gioiello che però tradì le aspettative delle parti che lo componevano a causa principalmente di dissidi religiosi nel suo interno: le province del Nord abbracciavano il Calvinismo, mentre quelle del Sud erano in prevalenza cattoliche.
A seguito dell'invio, da parte di Filippo II, di Alessandro Farnese (duca di Parma e Piacenza, duca di Castro, conte di Ronciglione e governatore dei Paesi Bassi spagnoli), e del reciproco divieto di professare le rispettive religioni l'Unione di Gand si scisse in due altre Unioni: quella di Utrecht a nord e quella di Arras a sud. Le due Unioni non combattevano lo stesso nemico, almeno ufficialmente, in quanto le province del sud restavano formalmente fedeli a Filippo II. Inizialmente le Province Unite, guidate da Guglielmo I di Orange cercarono di scegliersi un sovrano, ma due esperimenti falliti con il duca Francesco d'Angiò, principe reale di Francia, duca d'Angiò, duca d'Alençon e duca di Berry (1581-1583) e con Robert Dudley, conte di Leicester (1585) convinsero le Province a diventare ufficialmente una Repubblica (1588), per quanto la famiglia degli Orange-Nassau vi giocasse un ruolo preminente.
L'indipendenza delle Province Unite fu riconosciuta dalla Spagna, de facto, con il trattato di Anversa del 1609 con cui cessava lo stato di guerra fra Spagna e Province Unite, ma la prima non riconosceva ancora, formalmente, l'indipendenza delle seconde.
Il primo vero riconoscimento ufficiale della indipendenza delle Province Unite avvenne solo con la pace di Vestfalia del 1648. Si trattava di una doppia indipendenza: da un lato la Spagna rinunciava definitivamente alle proprie pretese su quei territori; dall'altro le Province Unite ottenevano anche di non far più parte del Sacro Romano Impero.

### Espansione e declino delle Province Unite
Il XVII secolo è noto come il "Secolo d'oro" (gouden eeuw) della storia dei Paesi Bassi, che nonostante la lotta per l'indipendenza contro la Spagna furono capaci di iniziare una forte espansione coloniale e commerciale (ad es. in India, in Indonesia e nelle Americhe). Tuttavia questa rapida espansione fu fermata da una serie di guerre sfortunate contro l'Inghilterra e i suoi alleati, e nel XVIII secolo la supremazia commerciale e marittima olandese declinò rapidamente.
La Repubblica delle Province Unite durò tuttavia fino al 1795, quando le forze rivoluzionarie francesi invasero il paese e proclamarono la cosiddetta Repubblica Batava, a cui fece seguito il Regno d'Olanda con Luigi Bonaparte come sovrano, infine annesso direttamente all'Impero francese nel 1810; dopo circa 20 anni di dominio francese, nel 1813 i Paesi Bassi riacquisirono l'indipendenza, trasformandosi tuttavia in una monarchia sotto la stessa casa di Orange da cui provenivano buona parte degli statolder dell'epoca repubblicana. Il nuovo stato creato ebbe la funzione di stato cuscinetto a nord della Francia.

## Politica
La Repubblica consisteva in una federazione di sette province (Olanda, Zelanda, Utrecht, Gheldria, Overijssel, Frisia e Groninga) e del paese di Drenthe (una zona rurale senza lo status di provincia); alcune aree (i cosiddetti territori della generalità) erano gestite collettivamente dalla federazione. Le sette province avevano ciascuna un proprio governo, costituito da un'assemblea elettiva (gli Stati Provinciali) con a capo il Gran Pensionario, che aveva funzioni prettamente civili, e uno Statolder (reggente), che in caso di guerra assumeva il comando delle province e godeva di privilegi simili a quelli di un sovrano.
Le sette province erano formalmente indipendenti l'una dall'altra, ma inviavano rappresentanti ai cosiddetti Stati generali, che avevano sede all'Aia e che provvedevano a governare i territori della generalità. Drenthe pur non essendo rappresentata agli Stati Generali non faceva parte delle generalità ed era amministrata da un proprio statolder.
In teoria, gli statolder erano diversi in ciascuna provincia ed erano eletti dagli Stati Provinciali; tuttavia generalmente essi venivano scelti all'interno di pochissime famiglie nobili, in primo luogo gli Orange-Nassau. Inoltre lo statolder di Olanda diventava automaticamente il reggente anche di Utrecht e della Zelanda, e spesso (a cominciare già da Guglielmo I) anche le altre province nominavano la stessa persona come statolder.
Nel 1747 fu deciso di nominare un unico statolder per tutta la Repubblica e di rendere ereditaria la carica; con questa riforma le Province Unite si trasformarono in pratica in una monarchia costituzionale, per quanto continuassero a proclamarsi una repubblica. Quest'ultima decisione fu uno dei numerosi episodi della lunga lotta fra i sostenitori degli statolder (generalmente noti come Orangisti) e i cosiddetti "patrioti", che si opponevano alla strisciante trasformazione in monarchia dello stato.

## Ripartizione amministrativa
- Province:

1. Ducato di Gheldria (capitale Arnhem), rappresentato da 2 deputati agli Stati Generali
2. Contea d'Olanda (capitale L'Aia), rappresentata da 3 deputati agli Stati Generali
3. Contea di Zelanda (capitale Middelburg), rappresentata da 2 deputati agli Stati Generali
4. Signoria di Frisia (capitale Leeuwarden), rappresentata da 2 deputati agli Stati Generali
5. Signoria di Overijssel (capitale Zwolle), rappresentata da 1 deputato agli Stati Generali
6. Stad en Lande (capitale Groninga), rappresentato da 1 deputato agli Stati Generali
7. Signoria di Utrecht (capitale Utrecht), rappresentata da 1 deputato agli Stati Generali

- Paesi:
  - Contea di Drenthe (capitale Assen)[1]

- Generalità, territori amministrati direttamente dagli Stati Generali:
  - Brabante degli Stati (dal 1648)
  - Fiandre degli Stati (dal 1648)
  - Westerwolde e Wedde (dal 1593 al 1619)
  - Oltremosa degli Stati (dal 1661)
  - Alta Gheldria degli Stati (dal 1713)
- Signorie autonome:
  - Signoria di Ameland: feudo personale del principe d'Orange-Nassau (dal 1704)
  - Contea di Buren
  - Contea di Culemborg: feudo di proprietà dello Stadtholder, principe d'Orange-Nassau(1748)
  - Signoria di Ravenstein: feudo dell'elettore del Palatinato (1630)
  - Signoria di Bergen op Zoom: feudo del Palatinato (1733)
  - Signoria di Gemert: feudo dell'Ordine teutonico (1662)
  - Signoria di Boxmeer: feudo degli Hohenzollern-Sigmaringen (1718)
  - Baarle-Hertog: feudo personale dello Stadtholder, principe d'Orange-Nassau
  - Terre di Bergh: feudo degli Hohenzollern-Sigmaringen (1749)
  - Zevenaar: feudo degli Hohenzollern-Sigmaringen (1749)

Con il trattato della Barriera (1715) hanno il diritto di presidiare alcune città dei Paesi Bassi Austriaci fino al 1781: Gand, Ypres, Namur, Mons, Tournai, Warneton, Menen, Knock, Furnes, Termonde, Veurne. Altri centri occupati furono Emden e Leerot nella Frisia orientale (1600-1744), Emmerich, Rees, Wesel, Burik e Orsoy nella valle del Reno (1609-1672), Rijnberk (1633-72).